# Holosphaga coerulea
Holosphaga coerulea là một loài bọ cánh cứng trong họ Cerambycidae.